# Escuelas de Winston-Salem/Forsyth County
Las Escuelas de Winston-Salem/Forsyth County (Winston-Salem/Forsyth County Schools "Escuelas de Winston-Salem/Condado de Forsyth", WS/FCS) es un distrito escolar de Carolina del Norte. Tiene su sede en Winston-Salem. El distrito sirve Winston-Salem y el Condado de Forsyth. A partir de octubre de 2012, Donald L. Martin, Jr. es el superintendente del distrito.